# Myrceugenia pinifolia
Myrceugenia pinifolia là một loài thực vật có hoa trong Họ Đào kim nương. Loài này được (Phil.) Kausel mô tả khoa học đầu tiên năm 1942.